# Örvös erdeisólyom
Az örvös erdeisólyom (Micrastur semitorquatus) a madarak osztályának a sólyomalakúak (Falconiformes) rendjébe és a  sólyomfélék (Falconidae) családjába tartozó faj.

## Előfordulása
Az Amerikai Egyesült Államok, Mexikó, Belize, Costa Rica, Salvador,  Francia Guyana, Guatemala, Guyana, Honduras, Nicaragua, Suriname, Panama, Argentína, Bolívia, Brazília, Kolumbia, Ecuador, Paraguay, Peru és Venezuela területén honos. Trópusi és szubtrópusi erdők lakója.

## Alfajai
- Micrastur semitorquatus naso
- Micrastur semitorquatus semitorquatus